# Exocentrus zonatus
Exocentrus zonatus là một loài bọ cánh cứng trong họ Cerambycidae.